# Протокол про скорочення викидів сірки або їх транскордонних потоків принаймні на 30 відсотків
Протоко́л про скоро́чення ви́кидів сірки́ або́ їх транскордо́нних пото́ків прина́ймні на 30 відсо́тків до Конве́нції про транскордо́нне забру́днення пові́тря на вели́кі ві́дстані — протокол 1985 року до Конвенції про транскордонне забруднення повітря на великі відстані, яка передбачала 30-відсоткове скорочення сірки викидів або транскордонних потоків до 1993 року. Протокол було доповнено Протоколом Осло 1994 року про подальше скорочення викидів сірки. До 1993 року більшість країн, які брали участь в угоді, повідомили про досягнення мети, а деякі країни повідомили про ще більше скорочення сірки.
- відкрито для підпису — 08.07.1985

- набув чинності — 2 вересня 1987

- Держави-учасники — (25) Албанія, Австрія, Білорусь, Бельгія, Болгарія, Канада, Чехія, Данія, Естонія, Фінляндія, Франція, Німеччина, Угорщина, Італія, Ліхтенштейн, Литва, Люксембург, Нідерланди, Північна Македонія, Норвегія, Росія, Словаччина, Швеція, Швейцарія, Україна